# Muhammad al-Baghdadi
Muhammad al-Baghdadi, in latino Machometus Bagdedinus (in arabo ﻣﺤﻤﺪ ﺍﻟﺒﻐﺪﺍﺩﻱ‎?; Baghdad, 980 ca. – 1037), è stato un matematico iracheno.

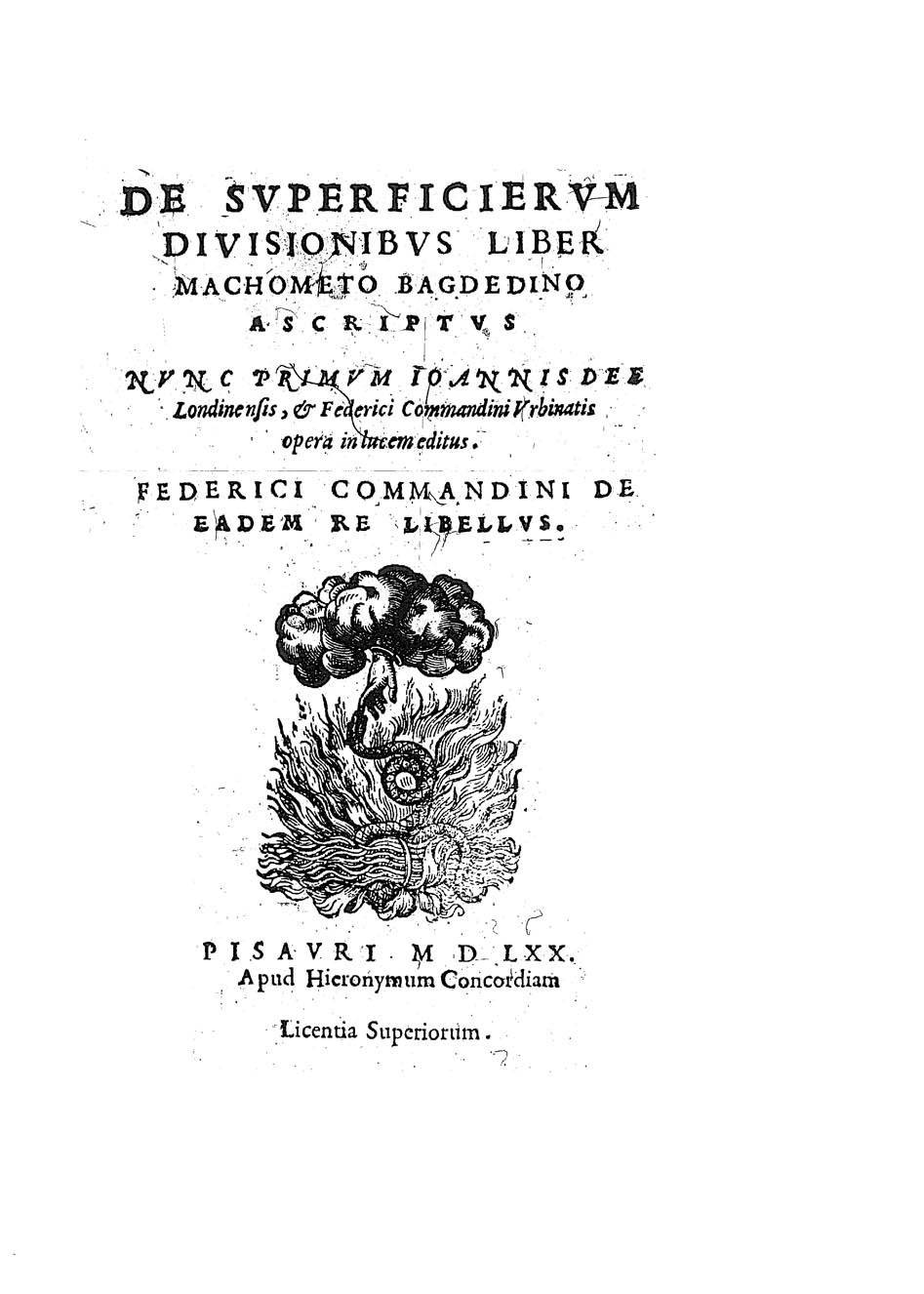
De superficierum divisionibus, 1570

Il suo De superficierum divisionibus liber conteneva l'unica traccia dell'opera di Euclide nella tradizione latina. La prima edizione di quest'opera vide la luce nel 1570, a cura di John Dee e Federico Commandino.

## Opere
- (LA) De superficierum divisionibus liber Machometo Bagdedino ascriptus, Pesaro, Girolamo Concordia, 1570.